# اولدبریج، نیوجرسی
اولدبریج (به انگلیسی: Old Bridge Township) شهری در ایالت نیوجرسی کشور ایالات متحده آمریکا است که جمعیت آن در سرشماری سال ۲۰۱۰ میلادی، ۶۵٬۳۷۵ نفر بوده‌است.